# De Havilland Express
de Havilland Express, hay còn gọi là de Havilland D.H.86, là một loại máy bay chở khách 4 động cơ, do hãng de Havilland Aircraft Company chế tạo trong giai đoạn 1934-1937.

## Biến thể
- D.H.86:
- D.H.86A:
- D.H.86B:

## Quốc gia sử dụng

### Dân sự
Úc
- Qantas
- Holyman's Airways

 Bahrain
- Gulf Aviation

 Ireland
- Aer Lingus

 New Zealand
- Union Airways of N.Z. Ltd
- National Airways Corporation

 Nigeria
- Elders Colonial Airways[1]

 Anh Quốc
- Bond Air Services
- Imperial Airways
- Jersey Airways
- Lancashire Aircraft Corporation
- Railway Air Services

### Quân sự
Úc
- Không quân Hoàng gia Australia

 Phần Lan
- Không quân Phần Lan

 New Zealand
- Không quân Hoàng gia New Zealand

 Anh Quốc
- Không quân Hoàng gia

## Tính năng kỹ chiến thuật (D.H.86A)
Dữ liệu lấy từ De Havilland Aircraft since 1909
Đặc điểm tổng quát
- Kíp lái: 2
- Sức chứa: 10-12 hành khách
- Chiều dài: 46 ft 1 in (14,04 m)
- Sải cánh: 64 ft 6 in (19,66 m)
- Chiều cao: 13 ft 0 in (3,96 m)
- Diện tích cánh: 641 ft² (59,6 m²)
- Trọng lượng rỗng: 6.140 lb (2.791 kg)
- Trọng lượng có tải: 10.250 lb (4.659 kg)
- Động cơ: 4 × de Havilland Gipsy Six I, 200 hp (149 kW)  mỗi chiếc

 Hiệu suất bay 
- Vận tốc cực đại: 166 mph (144 knot, 267 km/h)
- Vận tốc hành trình: 142 mph (123 knot, 229 km/h)
- Tầm bay: 760 mi (661 nmi, 1,223 km)
- Trần bay: 17.400 ft (5.300 m)
- Vận tốc lên cao: 925 ft/phút (4,7 m/s)